# Brubaker
Brubaker è un film del 1980 diretto da Stuart Rosenberg e interpretato da Robert Redford.
È una delle opere più rappresentative del cinema d'impegno sociale caro a Redford, ispirata a una storia realmente accaduta a Thomas Murton, un criminologo incaricato alla fine degli anni sessanta di riformare il sistema carcerario dell'Arkansas, esperienza dalla quale trasse poi un libro.
Le squallide condizioni di detenzione, la violenza e la corruzione rappresentate nel film furono anche oggetto di un caso giudiziario del 1970 (Holt v. Sarver), quando una sentenza della Corte Federale degli Stati Uniti sancì che il sistema carcerario dell'Arkansas violava i diritti costituzionali dei detenuti, e ordinò che fosse avviato un processo di riforma.

## Trama
Henry Brubaker è un criminologo riformista ed ex capitano dell'esercito, al quale viene affidato il compito di dirigere il penitenziario di Wakefield in Arkansas, dove non sono previste guardie carcerarie e dove l'ordine interno è mantenuto da detenuti cosiddetti "affidabili". Al fine di rendersi conto delle reali problematiche dell'istituzione, l'uomo si introduce nel carcere fingendosi, per alcuni giorni, detenuto egli stesso e scoprendo così le drammatiche condizioni in cui i carcerati vengono a trovarsi: le violenze fisiche e psicologiche, i continui soprusi, lo sfruttamento cui essi sono costantemente sottoposti dai commercianti della città e, non di rado, la morte.
Una volta svelata la sua identità, inizia un'azione di radicale cambiamento della vita all'interno della prigione, cercando di eliminarne le ingiustizie e scontrandosi con i corrotti membri del comitato per la gestione del penitenziario. Nella sua opera il nuovo direttore viene sostenuto da Lillian, la donna che lo ha voluto alla guida di Wakefield, ma il suo sostegno viene meno nel momento in cui lo scontro con la burocrazia e soprattutto con la politica emerge in tutta la sua evidenza quando Brubaker si rifiuta di fermare gli scavi in un campo dove sono stati seppelliti dei detenuti trucidati all'interno del carcere.
Dickie, detenuto del gruppo degli affidabili, all'inizio si mostra scettico nei confronti del nuovo direttore, ma lentamente si rende conto del valore del suo operato, fino a rendergli completo tributo nel momento in cui egli, appena rimosso dall'incarico, si appresta a lasciare il penitenziario.

## Produzione
Il film fu girato in Ohio, nel carcere di Junction City nella Contea di Perry, e nella Contea di Fairfield.
La regia fu inizialmente affidata a Bob Rafelson, che per divergenze con la produzione e forse anche con lo stesso Redford (Rafelson voleva realizzare un film totalmente politico) fu sostituito da Stuart Rosenberg, uno dei migliori registi di pellicole carcerarie (aveva diretto Paul Newman nel 1967 in Nick mano fredda).